# 徵鎰冬青
徵鎰冬青（学名：Ilex wuiana）为冬青科冬青属的植物，为中国的特有植物。分布于中国大陆的云南等地，生长于海拔1,200米至2,200米的地区，一般生长在山坡林中，目前已由人工引种栽培。此植物以植物学家吳徵鎰的名字命名。

## 别名
乳头冬青（植物研究）